# Careproctus hyaleius
Careproctus hyaleius är en fiskart som beskrevs av Geistdoerfer, 1994. Careproctus hyaleius ingår i släktet Careproctus och familjen Liparidae. Inga underarter finns listade.